# Asiceratinops
Asiceratinops Eskov, 1992 è un genere di ragni appartenente alla famiglia Linyphiidae.

## Etimologia
Il nome deriva dal prefisso asi-, che ne indica la provenienza asiatica, parte centrale, e il genere Ceratinops Banks, 1905, con cui ha varie caratteristiche in comune.

## Distribuzione
Le due specie oggi note di questo genere sono state rinvenute nella Russia centrale.

## Tassonomia
Per la determinazione della specie tipo sono stati scelti gli esemplari di Ceratinops amurensis Eskov, 1992, inizialmente ascritti al genere Ceratinops Banks, 1905 in qualità di sottogenere, sono stati assurti al rango di genere da un lavoro di Marusik e altri del 1993.
A maggio 2011, si compone di due specie:
- Asiceratinops amurensis (Eskov, 1992)[3] — Russia
- Asiceratinops kolymensis (Eskov, 1992) — Russia